# Nadi International Airport
Nadi International Airport is de belangrijkste luchthaven van Fiji. Ze ligt in het westen van het eiland Viti Levu, ten noorden van Nadi. Ze is de thuishaven van de luchtvaartmaatschappij Air Pacific. Ze verwerkt meer dan 1,2 miljoen passagiers en 1,3 miljoen ton vracht per jaar. Ze is eigendom van en wordt uitgebaat door Airports Fiji Limited (AFL), een overheidsbedrijf dat 15 vliegvelden in Fiji beheert.

## Gebruikers
Naast Air Pacific voeren anno 2013 volgende luchtvaartmaatschappijen internationale vluchten uit op Nadi International: Air New Zealand, Korean Air, Jetstar Airways, Pacific Blue Airlines, Air Niugini, Air Vanuatu, Aircalin - Air Calédonie International en Our Airline (voorheen Air Nauru).

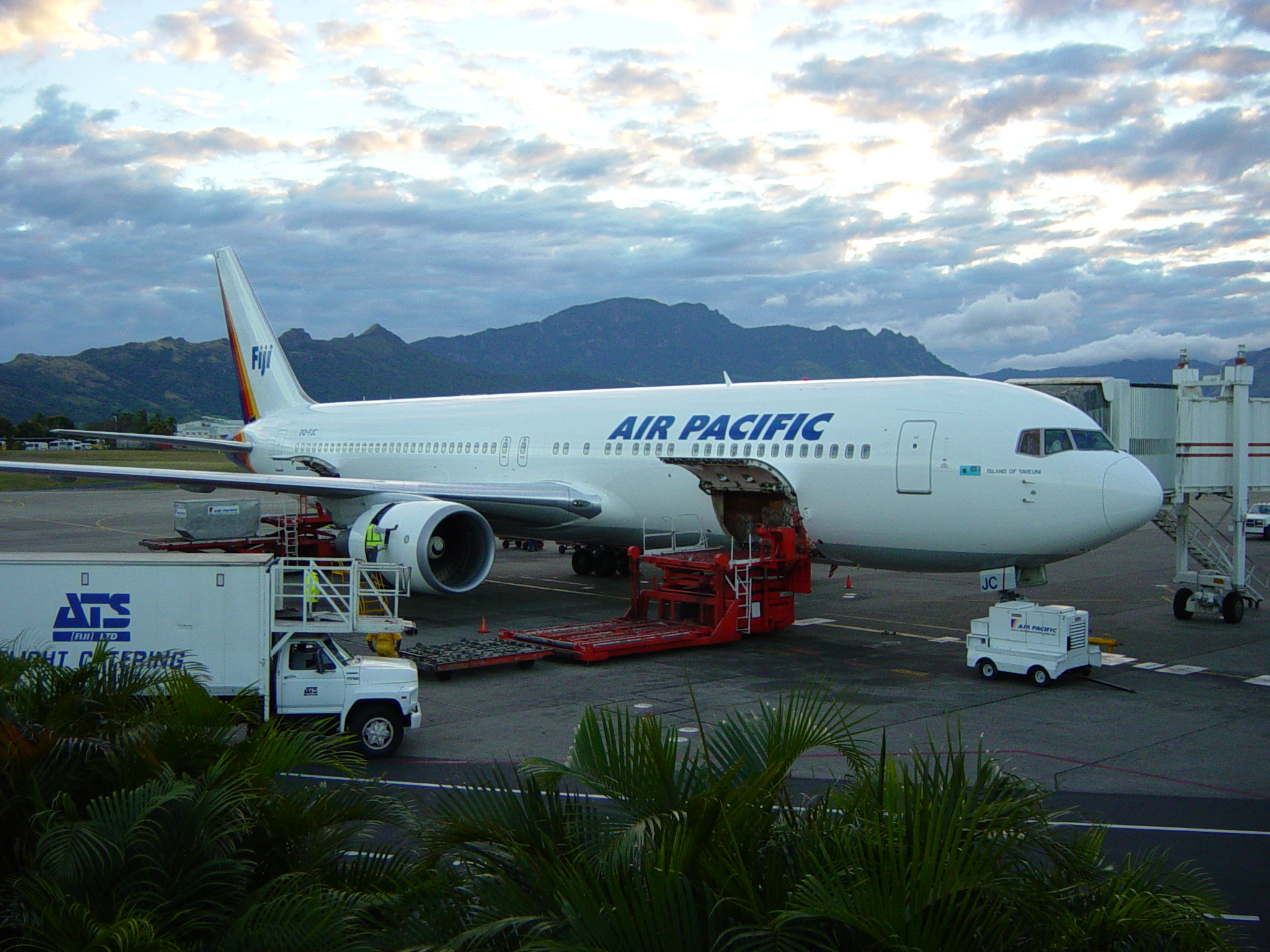
Een Boeing 767 van Air Pacific op Nadi International in 2003